# Himalia

En la mitología griega, Himalia (en griego Ἱμαλίας, esto es, la «molinera») fue una ninfa de Rodas a la que se unió Zeus: 
«En este tiempo, en la zona oriental de la isla, vivían los llamados Gigantes; y fue entonces cuando Zeus, según se cuenta, después de haber vencido a los Titanes, se enamoró de una de las ninfas, llamada Himalia, y tuvo con ella tres hijos, Esparteo, Cronio y Cito».
Los nombres de los tres hijos de Himalia evocan tres aspectos de la vida del trigo: Esparteo (el «sembrador»), Cronio (el «sazonador») y Cito (literalmente «hueco» o tal vez «panadero»). Durante el diluvio que cubrió la isla de Rodas estos tres hijos se salvaron refugiándose en las cumbres más elevadas de la isla.
En los textos de Clemente se nos dice que Zeus sedujo a «Imandra, hija de hija de Geneano, en Rodas, siendo transformada en una rociada de lluvia». Debido a que los nombres han permanecido corruptos es probable que «Imandra» sea una corrupción gráfica por «Himalia».